# Jakub Janda
Jakub Janda (Čeladná, Checoslovaquia, 27 de abril de 1978) es un deportista checo que compitió en salto en esquí.
Ganó dos medallas en el Campeonato Mundial de Esquí Nórdico de 2005, en las pruebas individuales de trampolín normal y grande. Participó en cuatro Juegos Olímpicos de Invierno, entre los años 2002 y 2014, ocupando el séptimo lugar en Vancouver 2010 y el séptimo en Sochi 2014, en la prueba por equipos.

## Palmarés internacional
| Campeonato Mundial | Campeonato Mundial    | Campeonato Mundial | Campeonato Mundial |
| Año                | Lugar                 | Medalla            | Prueba             |
| ------------------ | --------------------- | ------------------ | ------------------ |
| 2005               | Oberstdorf (Alemania) | Medalla de plata   | TN individual      |
| 2005               | Oberstdorf (Alemania) | Medalla de bronce  | TG individual      |